# Baruch Spinoza

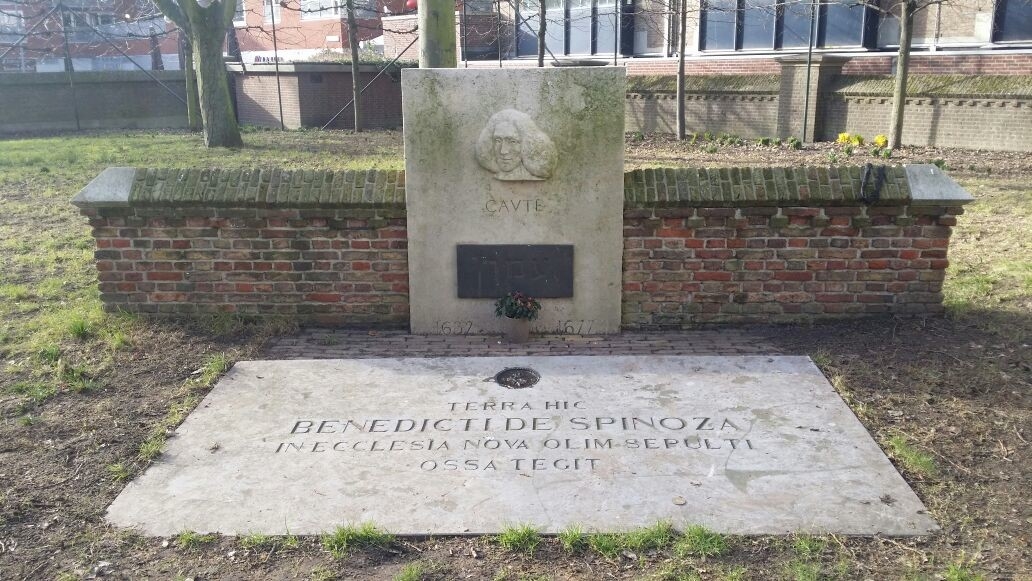
Miejsce pochówku z inskrypcją
łac. Terra hic Benedicti de Spinoza in Ecclesia Nova olim sepulti ossa tegit

Baruch Spinoza, Benedictus Despinoza, Benedictus d’Espinoza (ur. 24 listopada 1632 w Amsterdamie, zm. 21 lutego 1677 w Hadze) – filozof niderlandzki pochodzenia portugalsko-żydowskiego, konkretniej sefardyjskiego; z zawodu rzemieślnik optyczny. Zajmował się metafizyką, filozofią umysłu, filozofią religii, etyką i filozofią polityki.
Spinoza to jeden z czołowych przedstawicieli XVII-wiecznego racjonalizmu – kontynuujący dzieło Kartezjusza i inspirujący późniejszy system Leibniza, a także dalsze, właściwe oświecenie XVIII-wieczne i XIX-wieczny idealizm niemiecki. Niderlandzki filozof był klasykiem panteizmu, być może kryjącego u niego ateizm. Wierzył w monizm porównywalny do tego u Parmenidesa i antycznych stoików – nie tylko pod względem ogólnej ontologii Wszechświata, ale i pod względem psychofizycznym, co było pewną formą panpsychizmu. Spinoza bywał też chwalony jako inspiracja przez Alberta Einsteina i zaliczany do grona największych filozofów Zachodu (zob. umowa społeczna).

## Życiorys
Urodził się w Amsterdamie, w żydowskiej rodzinie kupieckiej byłych marranów, która uciekła z Portugalii. Holandia była krajem, gdzie Żydzi cieszyli się względną wolnością wyznania, a Żydzi z Hiszpanii, Portugalii i innych krajów, w których panowała wyjątkowa nietolerancja religijna, spieszyli do Holandii. Uzyskał podstawowe żydowskie wykształcenie. Możliwe, że uczęszczał do żydowskiej wyższej szkoły należącej do hiszpańsko-portugalskiej (sefardyjskiej) wspólnoty w Amsterdamie – jednak nie ma na to dowodów. Szkoła ta wydała jego pierwszą pracę naukową o gramatyce języka hebrajskiego. Znał biegle Talmud i kabalistykę; władał kilkoma językami – hebrajskim, łaciną, włoskim, francuskim, hiszpańskim i portugalskim. Dzięki przyjaźni z uczonym Franciscusem van den Endenem zapoznał się z dziełami Giordana Bruna i filozofią Kartezjusza.
Rodzice pragnęli, by poświęcił się karierze duchowej, prędko jednak zaczął wątpić w prawdziwość doktryny religijnej, a zaznajomienie się z przodującymi ideami epoki, zwłaszcza z filozofią Kartezjusza, doprowadziło go do zerwania z judaizmem. Spinoza zostaje wykluczony z gminy żydowskiej (w 1656) i zmuszony jest do końca życia przebywać w środowisku sekciarzy i zarabiać na życie szlifowaniem soczewek. Chwile wolne poświęca nauce i pracy nad swoimi dziełami filozoficznymi.
Nieortodoksyjne poglądy Spinozy (a konkretnie – kłótnia z teologami na temat materialności ludzkiej duszy) spowodowały oskarżenie go o herezję i wykluczenie w 1656 z gminy żydowskiej. Przyjął wtedy łacińskie imię Benedictus. Nigdy potem Spinoza nie skłonił się ku żadnej religii, przez co odciął się od innych, zachowując kontakty i utrzymując korespondencję jedynie z grupą uczonych.
Po wykluczeniu z gminy żydowskiej opuścił Amsterdam. Zamieszkał najpierw w miejscowości Rijnsburg niedaleko Lejdy . Następnie przeniósł się do miejscowości Voorburg w okolicach Hagi . Zyskał sławę już za życia dzięki streszczeniu filozofii Kartezjusza (Zasady filozofii Kartezjusza w porządku geometrycznym wywiedzione – 1663), a przede wszystkim za Traktat teologiczno-polityczny z 1670 r., który wzbudził wielki skandal  i znalazł się w indeksie ksiąg zakazanych. 
Traktatem interesował się m.in. Johan de Witt, wielki pensjonariusz w Republice Zjednoczonych Prowincji Niderlandzkich (dysponował jego egzemplarzem). Jest prawdopodobne, że de Witt zasięgał opinii filozofa w sprawach polityki i religii oraz zapewniał mu względne bezpieczeństwo. Spinoza głęboko przeżył okrutną śmierć wielkiego pensjonariusza i jego brata Cornelisa (wydarzenie miało miejsce obok domu filozofa). Został powstrzymany przed publicznym protestem przeciwko barbarzyństwu tłumu, jednak widziano, że publicznie płakał. 
Najważniejsze dzieło – Etyka w porządku geometrycznym dowiedziona – oraz Traktat o poprawie umysłu i Traktat polityczny zostały opublikowane dopiero po śmierci autora (Opera Posthuma, 1677).
Spinoza otrzymał ofertę objęcia katedry filozofii na uniwersytecie w Heidelbergu pod warunkiem niewyrażania treści antyreligijnych w swych wykładach – propozycję odrzucił. Nie przystał też na prośbę króla Ludwika XIV, który w zamian za zadedykowanie mu jednego z dzieł był gotów dać filozofowi dożywotnią pensję.
Spinoza zmarł w Hadze na gruźlicę, został pochowany przy tamtejszym kościele Nieuwe Kerk (Haga).

## Poglądy filozoficzne

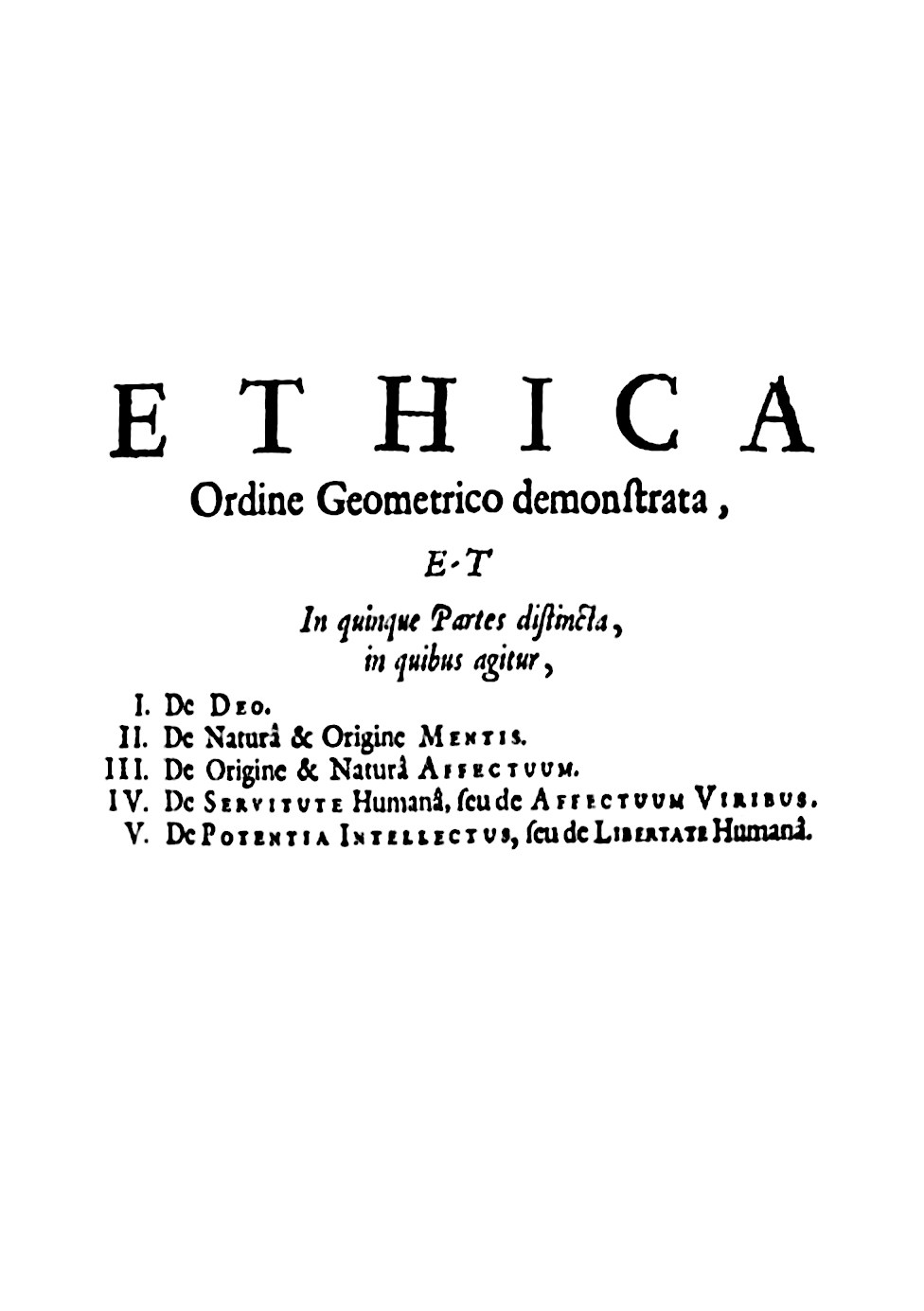
Strona tytułowa monografii Etyka (Spinoza) (wyd. 1677)

### More geometrico
Spinoza był filozofem z jednej strony zafascynowanym mistycyzmem i panteizmem w duchu Majmonidesa, a z drugiej najnowszymi w jego czasach prądami filozoficznymi, czyli racjonalizmem Kartezjusza i naturalizmem Hobbesa.
Jego programem filozoficznym było pogodzenie tych wszystkich prądów w jednolity i spójny system. Od Majmonidesa przejął on głęboką wiarę w jedność całego bytu (monizm), od Kartezjusza – fascynację matematyką i koncepcję znalezienia racjonalnego i nie do obalenia punktu początkowego wszelkich rozumowań, od Hobbesa zaś przejął wiarę, że dobry system filozoficzny nie może stać w sprzeczności z namacalnymi faktami z codziennego życia.
Jego podejście do problemów filozoficznych polegało na formułowaniu tzw. założeń pisanych w formie matematycznych pewników, generowaniu z nich twierdzeń, dowodzeniu ich na sposób matematyczny i wreszcie konfrontowaniu wniosków z tych twierdzeń ze znanymi sobie faktami. Tę metodę filozofowania nazywał more geometrico (termin ten jest kartezjański), gdyż przypominała ona konstrukcję geometrii Euklidesa, w której z kilku pewników tworzy się całą rozbudowaną naukę.
W ciągu swojego życia Spinoza stale zmieniał i modyfikował swój zbiór założeń i nie będąc ich pewnym do samego końca, nazywał je wszystkie tylko propozycjami.
Jego największe dzieło – Etyka w porządku geometrycznym dowiedziona – wydane dopiero po jego śmierci, liczące ok. 200 stron, zawiera najpełniejszy wariant jego systemu. Etyka jest w istocie zbiorem owych „propozycji”. Są one ułożone i ponumerowane w kolejności od najbardziej podstawowych i ogólnych do najbardziej szczegółowych i praktycznych.
Każda propozycja to krótkie zdanie, w którym dwa (lub więcej) pojęcia są połączone jedną relacją logiczną i są całkowicie pozbawione jakiegokolwiek komentarza. Powoduje to, że dzieło to może być rozumiane i interpretowane na wiele różnych sposobów i dlatego każde streszczenie poglądów Spinozy zawsze może być posądzone o nadużycie i nieścisłość.

### Panteizm racjonalistyczny
Podstawowym założeniem Spinozy (propozycje od nr 1 do 5) było, że istnieje tylko jedna substancja, która stanowi podstawowy budulec wszechświata. Substancja ta musi istnieć sama przez się i musi być pierwotna w stosunku do wszelkich swoich atrybutów. Musi być nieskończona, istnieć samoistnie (nie być stworzona) i być przyczyną istnienia wszystkich innych bytów – czyli musi być wszechmocna. Nie może to być zatem nic poza Bogiem (zob. panteizm Spinozy).
Jeśli jednak jest to Bóg i Bóg jest jedyną substancją, to wobec tego wszystko, co istnieje, jest Bogiem w dosłownym znaczeniu. Jak głosi słynna propozycja nr 14: „Nie istnieje żadna substancja, która by nie była Bogiem” – a zatem substancja tworząca cały istniejący wszechświat i Bóg są całkowicie tożsame. Nie istnieje nic poza Bogiem, a wszystko, co istnieje, jest częścią Boga, istnieje jakby w nim samym. Bóg jest tożsamy z przyrodą, naturą, materią i są to tylko różne nazwy dla tej samej podstawowej substancji.

### Determinizm
W dalszych propozycjach, wychodząc z tych wstępnych założeń, Spinoza dowodził, że substancja ta musi mieć charakter logiczny i racjonalny, a zatem wszystko, co się dzieje we wszechświecie, który jest tożsamy z substancją, musi również podlegać ściśle logicznym i racjonalnym prawom – jest więc też ściśle zdeterminowane.
Substancja ta, czy nazwać ją Bogiem, czy też naturą, była w systemie Spinozy siłą całkowicie bezosobową, aczkolwiek racjonalną, a dokładniej źródłem wszelkiej racjonalności. „Dowód” na racjonalność tak rozumianej substancji był przeprowadzony w duchu Kartezjusza. Skoro istnieje możliwość uporządkowania własnych myśli w spójny system, to znaczy, że natura też jest racjonalna, gdyż gdyby nie była, myśli również nie mogłyby nigdy utworzyć racjonalnego zbioru, skoro są one stworzone z tej samej substancji, co wszystkie inne przejawy istnienia.
W świecie Spinozy nic się nie może dziać przez przypadek, wolnością jest w nim zrozumienie konieczności (koncepcję tę rozwinął potem m.in. Hegel). Wolny człowiek to taki, który nie podlega żadnym innym ograniczeniom, poza tymi, które sam na siebie nałożył. Prawa przyrody zaś należy zaakceptować. Ich zrozumienie jest istotą wolności.
Bóg i stworzenia są zdeterminowane, jednak Bóg zdeterminowany jest sam przez siebie, natomiast stworzenia podlegają determinacji Boga.

### Paralelizm
Aby wyjaśnić przyczyny, dla których ludzie mają dwa złudzenia: poczucie wolności wyboru i poczucie odrębności swojego ducha od świata materialnego, Spinoza uznał, że duch i materia są dwoma aspektami jednej substancji – jakby jednym przedmiotem, ale oglądanym z różnych perspektyw. Aspekty te są na tyle różne, że nie można utrzymywać, że jest między nimi bezpośrednia łączność.
Duch nie wpływa zatem w żaden sposób na materię, a materia na ducha. Istnieją one w stosunku do siebie zupełnie równolegle. To, że wydarzenia w jednym z tych aspektów odpowiadają ściśle wydarzeniom w drugim (np.: jeśli pomyślimy o tym, żeby ruszyć ręką, to ręka się rusza), wynika z faktu, że są one dwoma aspektami tej samej substancji; są więc jednocześnie determinowane tymi samymi prawami i tylko dlatego istnieje między nimi taka koordynacja czasowa.
Innymi słowami, każdej myśli odpowiada jakieś zdarzenie fizyczne, a każdemu zdarzeniu fizycznemu odpowiada jakaś myśl, ale tylko dlatego, że obie one są równolegle „zaprogramowane” w substancji. Nie ma między duchem i światem materialnym relacji wynikania w żadną stronę, istnieją one obok siebie zupełnie równolegle.
„Zaprogramowanie” to daje też ludziom złudzenie istnienia wolnej woli. Jeśli bowiem zamierzą sobie wykonanie jakiejś czynności, to ona się często faktycznie wydarza. W istocie nie jest tak dlatego, że oni sobie tak zamierzyli, a tylko z powodu, że ich myśl i to zdarzenie zostało równolegle zdeterminowane prawami, według których działa substancja.

### Etyka
Etyka Spinozy jest zaliczana do tradycji intelektualizmu etycznego, która wywodzi się od Sokratesa, Platona, Arystotelesa. Wg niego cnota jest utożsamiana z wiedzą. Zdobycie wiedzy na temat działania wszechświata prowadzi do wytworzenia pozytywnych cech charakteru takich jak cierpliwość, panowanie nad sobą i dystans do emocji i afektów. Najważniejszym celem życia jest dla Spinozy poznanie Boga, którego utożsamia z przyrodą, czyli z systemem uniwersalnych praw rządzących procesami naturalnymi. Poznanie Boga prowadzi do „intelektualnej miłości Boga”, która umożliwia osiągnięcie stanu szczęśliwości. 
Spinoza uważał, że dobro i zło nie istnieją obiektywnie, a są jedynie wytworem ludzkiego umysłu. Ludzie są nieświadomi tego, że wszystko jest zdeterminowane przez prawa natury, uważają, że rzeczy, które są dla nich korzystne są dobre a te niekorzystne są złe. Np.: jeśli ktoś jest chory i dostanie lek adekwatny do swojej choroby, to ten lek będzie dla niego dobrem; jeśli jednak ten lek przyjmie osoba chora na coś innego, może on jej poważnie zaszkodzić, jest więc dla tej osoby złem. Dokładnie to samo można też powiedzieć o relacji między dwiema dowolnymi osobami. Zło i dobro nie są więc wewnętrznymi cechami ludzi, lecz również wynikają z relacji między nimi. Jeden i ten sam człowiek może równocześnie czynić dobro jednemu człowiekowi i zło drugiemu. Okradzenie bogacza i rozdanie jego własności biednym jest czynieniem zła bogatemu i dobra biednemu. Praktycznie każde zdarzenie między ludźmi ma taki charakter – gdyż zawsze można znaleźć tych, którzy na tym zyskają i tych, którzy na tym stracą.
Spinoza bardzo krytycznie oceniał ludzkie religie. Uważał za szkodliwe przekonanie o istnieniu osobowego Boga, który wie lepiej od człowieka, co jest dobre, a co złe. Taki pogląd według Spinozy prowadził do religijnej opresji i zniewolenia.  
Według Spinozy wolność to osiągnięcie zrozumienia praw przyrody i zrozumienie koniecznych przyczyn determinujących ludzkie życie.

## Wpływ Spinozy na rozwój filozofii

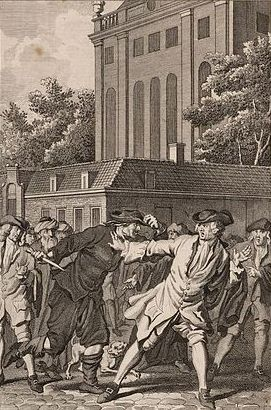
Wypędzenie z synagogi
(Historie der Joden 1784)

Za życia Spinozy jego poglądy były całkowicie odosobnione i spotkały się z liczną krytyką.
Ze strony religijnie nastawionych filozofów krytykowano go za odrzucanie koncepcji osobowego Boga, zrównywanie Boga z naturą, za głoszenie poglądu, że duch substancjalnie nie różni się od materii, oraz za relatywizm moralny. Wszystkie te poglądy stały w konflikcie z podstawowymi założeniami zarówno chrześcijaństwa, jak i judaizmu.
Ze strony filozofów racjonalistów, np. Woltera i Leibniza, atakowano go z pozycji naukowych. Leibniz wykazywał, że matematyczna ścisłość Spinozy jest pozorna: podawane definicje i pewniki są bardzo niejednoznaczne, a dowody twierdzeń – niekonsekwentne i często wewnętrznie sprzeczne.
Poglądy Spinozy zyskały popularność dopiero w dobie romantyzmu. Panteizm, rozumiany jako jedność Boga i natury, był wówczas bardzo popularnym poglądem, a dowiedzenie go w sposób „matematyczny” przez Spinozę stanowiło cenny argument w dyskusji.
Koncepcja wszechobejmującej substancji o charakterze racjonalnym została przejęta przez niemieckich idealistów, a następnie przekształcona w pojęcie absolutu, który stał się podstawą heglizmu.

## Spinoza a judaizm
Do tej pory ortodoksyjny rabinat nie zniósł ekskomuniki nałożonej na Spinozę, ponieważ odrzucił osobowego Boga. Jego książki czytają jednak Żydzi świeccy i reformatorzy. Judaizm humanistyczny uważa go zaś za jednego ze swoich prekursorów.